# فریفتاردیو
فریفتار برپایه اسطوره‌های مزدیسنا دیوی است که مردمان را فریب دهد.

## منبع
- مهرداد بهار، پژوهشی در اساطیر ایران، چاپ پنجم، پاییز ۱۳۸۴، نشر آگه. شابک ‎۹۶۴−۳۲۹−۰۰۹−۳